# 起落架

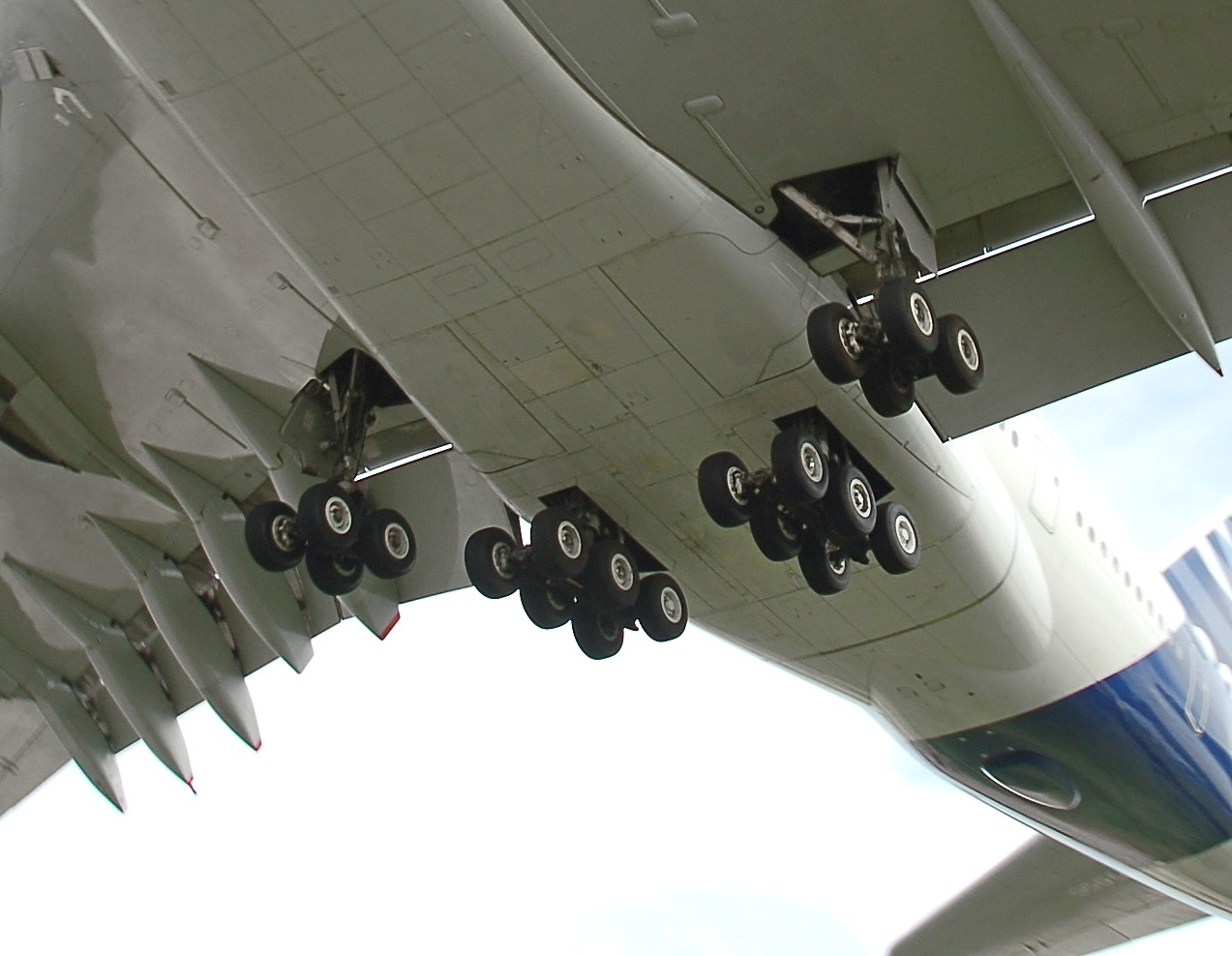
空中客车A380-800的20轮主起落架

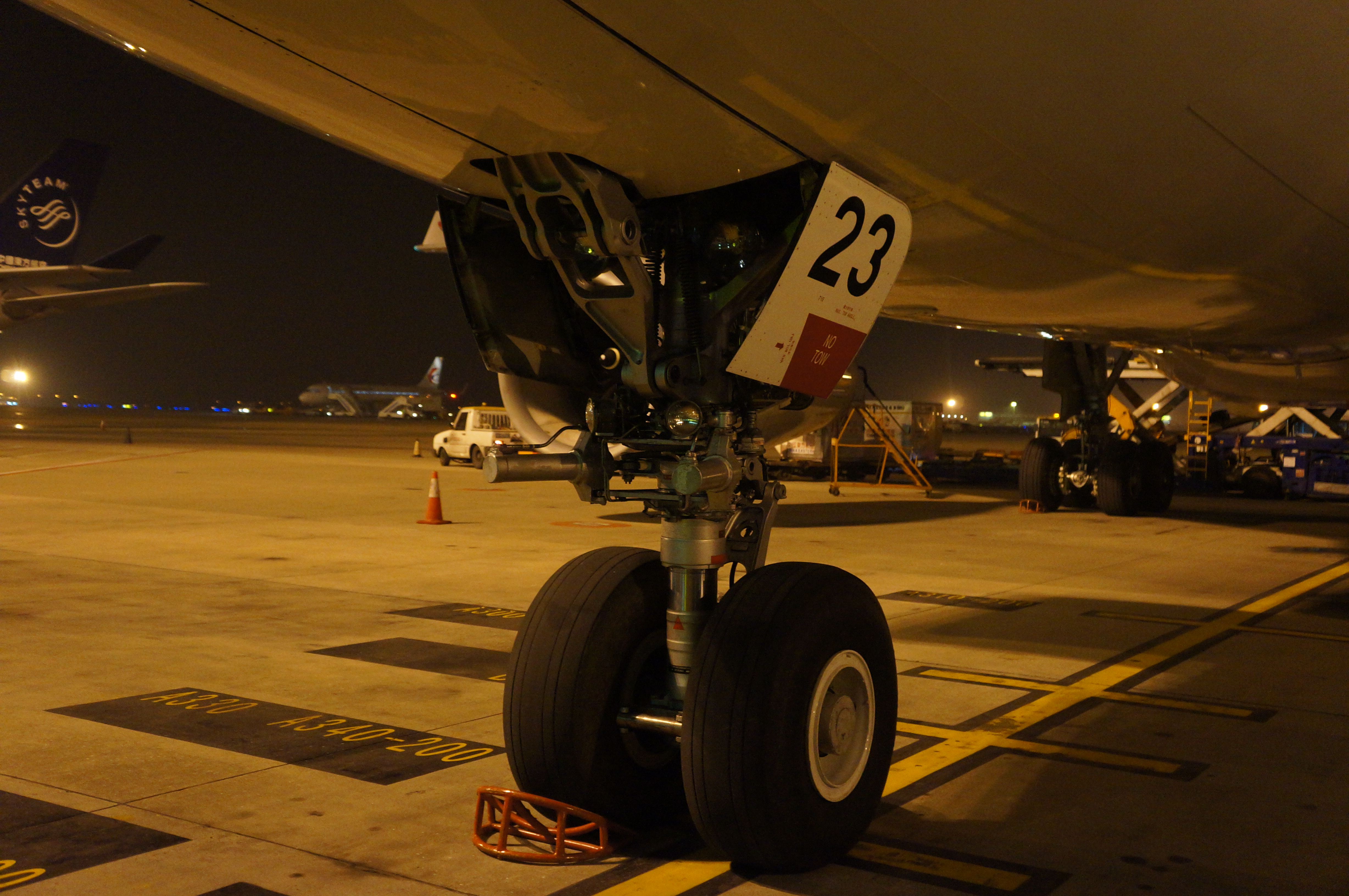
A330的前起落架(鼻輪）

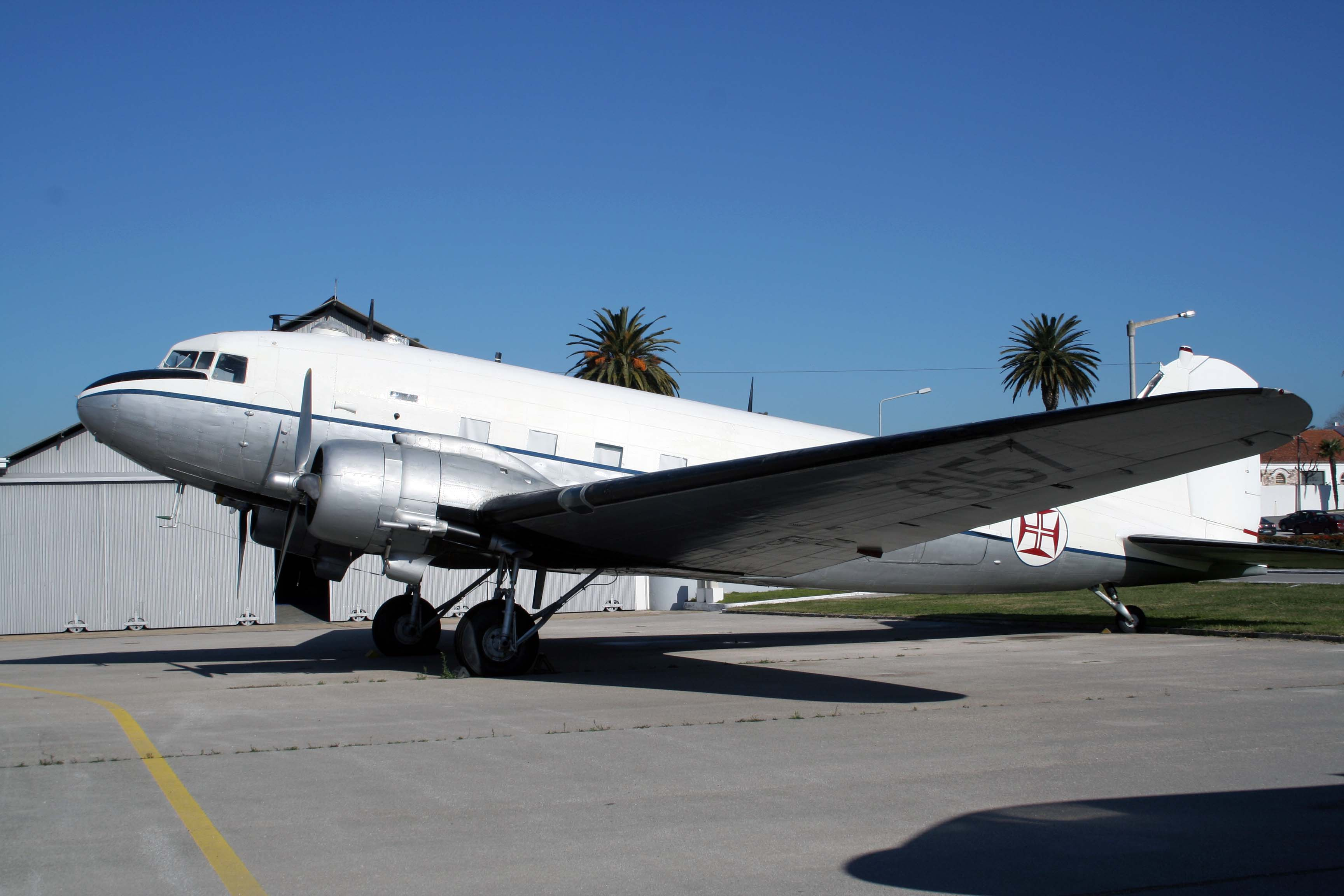
DC-3是採用後三點式起落架

起落架是航空器下部用于起飞、降落或者在地面（或水面）滑行时支撑航空器，并且用于地面（或水面）移动的附件装置。

## 起落架類型

### 後三點式起落架
早期的飛機大都是採用後三點式起落架，起落架有兩組主輪和一組尾輪支撐整個飛機，飛機重心位於主輪之後。在1940年代以前曾被廣泛使用的後三點式起落架，其最大優點是其結構簡單，落地時三組機輪可以同時觸地。然而後三點式起落架最大的弊病是因為飛機重心位於主輪之後，主輪的高度比尾輪高，因此當飛機在滑行或停泊時在駕駛艙的飛行員會仰望天空，能夠看到地面的視野較少，所以起飞时一进入跑道要先左右两个方向转再对正跑道加速起飞，这个程序是让飞行员透过左右转向目视跑道尾端来确认对正跑道，因为后三点式起落架的飞机在对正跑道时，飞行员是看不到的，只有在飞机加速到接近抬头速度（Rotate，Vr），机尾因升力飘起后，飞行员才能看到跑道，且一般风速（强风例外）降落时，在触地前要拉起机头平飘，让三个机轮同时触地，否则触地的刹那，因机尾还是悬空，触地冲击力会使得机头忽然朝上，飞机暂时向上飞起造成弹跳，降落程序比较复杂。此一缺點使二十世紀40年代以後的飛機都改為採用前三點式起落架。

### 前三點式起落架
目前大部份飛機都是採用前三點式起落架，起落架有一組鼻輪和兩組主輪支撐整個飛機，飛機重心位於主輪之前。前三點式起落架比後三點式起落架最大的優點是前者能使飛機處於水平或接近水平的狀態，當飛機在地面時不會影響飛行員的視野，噴射發動機所排出的高溫廢氣不會因為飛機不是處於水平狀態而直接噴向跑道鋪面，對跑道的負面影響較少。

### 自行車式起落架
自行車式起落架與三點式起落架不同之處是，機腹只有一組或者沒有主輪，而左右機翼下各設有一組主輪，共有三組主輪，因此那些機輪收起時是收回機翼之內。自行車式起落架適合用在軍用飛機上，尤其是將機身下方空間利用為空載武器艙的軍用飛機。

### 多支柱式起落架
多支柱式起落架的佈置與前三點式起落架類似，飛機重心位於主輪之前，但其主輪有三組或更多，多數用於大型飛機，例如波音747和MD-11等。多支柱式起落架可以減低起落架對跑道的壓强，增加起降時的安全度。此外，由於飛機的煞車系統是設置在機輪，因此機輪的多寡是決定煞車系統的效率，所以大型飛機大都採用多支柱式起落架。

### 可收縮起落架
已被廣泛應用的可收縮起落架，最大優點是能夠減低飛行時的阻力、增加速度、航程和減少耗油量，因此目前所有民航噴射客機都是採用可收縮起落架。

### 浮筒式起落架
浮筒式起落架是應用於水陸兩棲飛機上，由於水陸兩棲飛機需要能夠安全降落在水上和陸上，因此浮筒式起落架除了設有普通可收縮的機輪外，還設有專在水上降落、不能收回的浮筒。浮筒式起落架的機輪是收回在浮筒之內，为了方便在水面转向，有些浮筒的尾端还有装尾舵。

## 功能

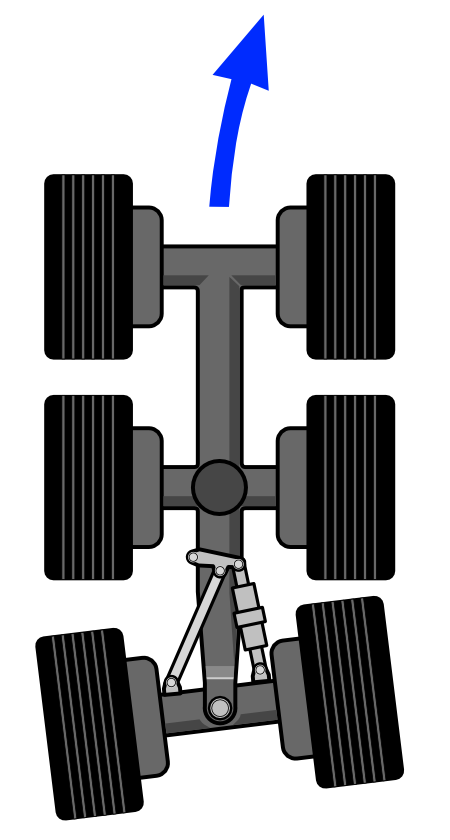
波音777起落架：當轉向角度大於10°，最後兩個輪胎會以反方向轉動，以減少輪胎承受的壓力。

### 支撐飛機
起落架是唯一一個支撐整架飛機的部件，因此它是飛機不可分缺的一部份；沒有它，飛機便不能移動。當飛機起飛後，可以視飛機性能而收回起落架。

## 外部連接
- Alphonse Pénaud website （页面存档备份，存于）
- FAA Website （页面存档备份，存于）